# Phasianelle de Brown
Reinwardtoena browni
Espèce
Statut de conservation UICN

 NT  : Quasi menacé
La Phasianelle de Brown (Reinwardtoena browni) est une espèce de pigeon du genre Macropygia.

## Répartition
La Phasianelle de Brown est endémique de l'archipel Bismarck.